# 弗勒宁根
弗勒宁根（法語：Frœningen，法語發音：[frøniŋ(ɡ)ən] ⓘ）是法国上莱茵省的一个市镇，属于阿尔特基什区。

## 地理
弗勒宁根（47°41'27"N, 7°16'11"E）面积4.44 平方千米，位于法国大東部大區上莱茵省，该省份为法国东部内陆省份，是阿尔萨斯的一部分，今与下莱茵省组成了阿尔萨斯欧洲集体，其北临下莱茵省，西接孚日省，西南接贝尔福地区省，东侧沿莱茵河与德国相望，南与瑞士接壤。
与弗勒宁根接壤的市镇（或旧市镇、城区）包括：奥克斯塔、加尔凡格、伊尔菲特。
弗勒宁根的时区为UTC+01:00、UTC+02:00（夏令时）。

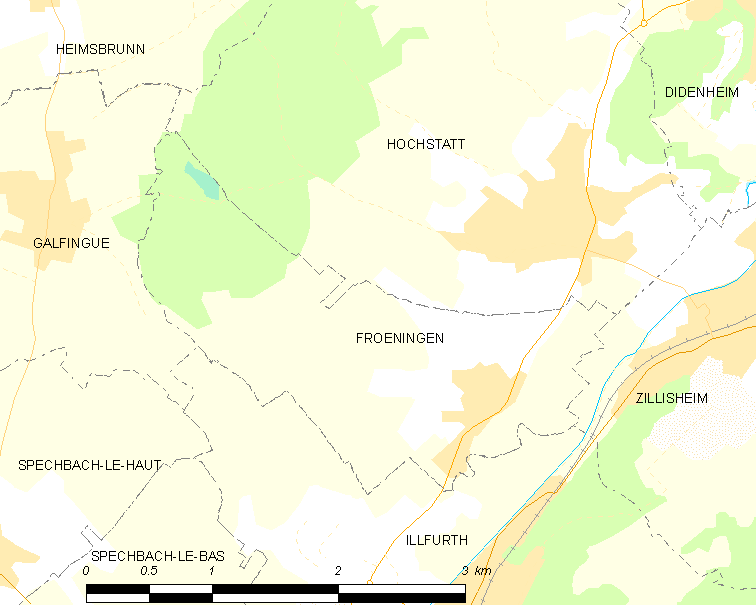
弗勒宁根的OSM定位图

## 行政
弗勒宁根的邮政编码为68720，INSEE市镇编码为68099。

## 政治
弗勒宁根所属的省级选区为阿尔特基什县。

## 人口

1962-2008年间弗勒宁根人口变化图示

弗勒宁根于2022年1月1日时的人口数量为865人。